# Véro Tshanda Beya Mputu

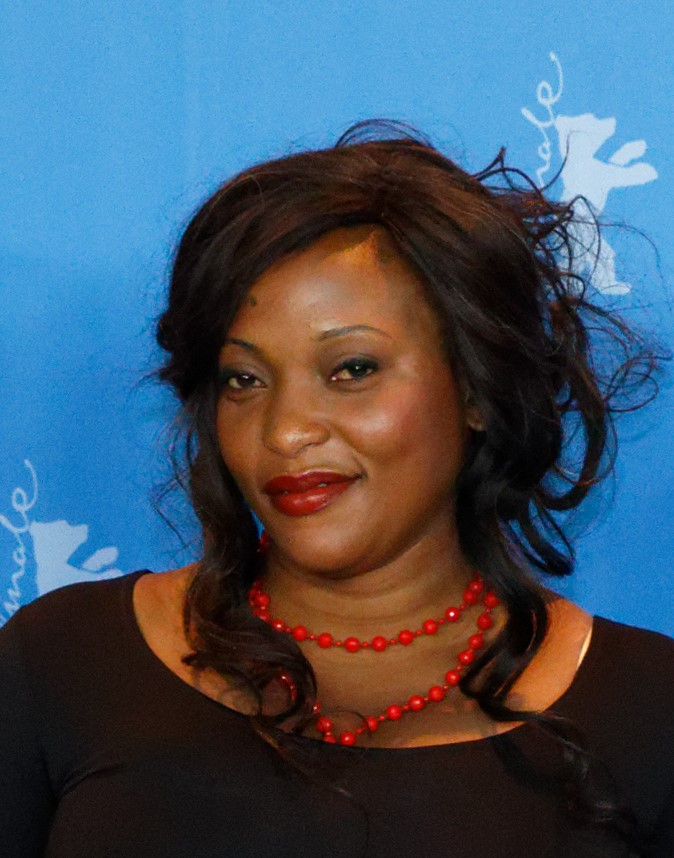
Véro Tshanda Beya auf der Berlinale (2017)

Véronique Tshanda Beya Mputu ist eine kongolesische Schauspielerin. Sie gewann den African Movie Academy Award als beste Hauptdarstellerin für die Titelrolle im Film Félicité von 2017.

## Herkunft
Mputu wurde in der demokratischen Republik Kongo geboren. Sie verbrachte ihre prägenden Jahre in Kinshasa.

## Karriere
2017 spielte sie die Hauptrolle in dem Film Felicité des französisch-senegalesischen Regisseurs Alain Gomis, der auf der 67ten Berlinale den Großen Preis der Jury gewann. Sie berichtete, dass sie von der Idee begeistert gewesen sei, eine so selbstständige, von Männern unabhängige Frau darstellen zu können. Viermal habe sie bei Alain Gomis vorsprechen müssen, um ihn davon zu überzeugen, dass sie die richtige Besetzung dafür sei. In der Kritik der Times wurde ihre Leistung als einer der Höhepunkte des Filmes bezeichnet und als „heroisch und preiswürdig“ beschrieben.
Félicité wurde als erster senegalesischer Film für den Wettbewerb um den besten fremdsprachigen Film beim Oscar-Filmpreis 2018 vorgeschlagen.
2018 war Véro Tshanda Beya Mputu Mitglied der Jury beim Festival international du film de femmes de Salé.

## Würdigungen
- 2017 „Beste Schauspielerin“ bei den Journées cinématographiques de Carthage[7]
- 2017 „Beste Schauspielerin“ beim African Movie Academy Award[8]
- 2018 „Beste Schauspielerin“ bei den Trophées francophones du cinéma[9][10]